# Sharon Waxman
Pour les articles homonymes, voir Waxman.
Sharon Waxman est une journaliste américaine née à Cleveland.
Diplômée en 1985 du Barnard College, elle écrit pour le New York Times et a été correspondante de ce journal à Hollywood.
Elle est l'auteur d'un essai sur le cinéma intitulé Les Six Samouraïs : Hollywood somnolait, ils l’ont réveillé ! (publié en anglais en 2005 sous le titre Rebels on the Backlot: Six Maverick Directors and How They Conquered the Hollywood Studio System) qui présente six cinéastes phares qui se sont imposés dans les années 1990 et se caractérisent par leur formation d'autodidacte et leur capacité à innover avec les codes établis. Ces six metteurs en scènes sont : Quentin Tarantino, Paul Thomas Anderson, David Fincher, Steven Soderbergh, David O. Russell et Spike Jonze.
Début 2009, elle fonde The Wrap,. Elle en est la PDG.